# Heinrich Hart
Heinrich Hart, född 30 december 1855, död 11 juni 1906, var en tysk författare. Han var bror till Julius Hart.
Tillsammans med sin bror utgav han Kritische Waffengänge (1882-84) och Kritisches Jahrbuch (1888 och 1891) samt framträdde som ledare för naturalismen i Tyskland. Som teaterkritiker i Tägliche Rundschau (1887-1900) och Der Tag (från 1900) fullföljde han kampen. Hart syftade som diktare högt men förlyfte sig på uppgifternas storhet. Hans huvudarbete är Das Lied der Menschheit, epos, av vars planerade 24 sånger endast 3 fullbordades. Hans Gesammelte Werke utgavs av Julius Hart och Wilhelm Bölsche med flera i 3 band 1907.